# Pierre de Venois
Pierre de Venois, natif du diocèse de Coutances et mort en  1350, est un évêque  français du XIVe siècle. On sait peu de cette personne. Il sort d'une famille alliée des maisons d'Autreville, de Briquebec et de Beuville. Il est évêque de  Bayeux en 1347-1350.